# Boltaña
Boltaña (aragónul Boltanya) település Spanyolországban, Huesca tartományban. Boltaña Aínsa-Sobrarbe, Bierge, Sabiñánigo, Fiscal, Fanlo, Puértolas és Labuerda községekkel határos. Lakosainak száma 1102 fő (2024).

## Népesség
A település népessége az utóbbi években az alábbiak szerint változott:
| Lakosok száma | 846  | 870  | 924  | 1035 | 1055 | 1041 | 959  | 1016 | 1065 | 1102 |
|               | 2001 | 2004 | 2006 | 2009 | 2011 | 2014 | 2016 | 2019 | 2021 | 2024 |